# Шилерова улица
| Шилерова | Шилерова                       |
| -------- | ------------------------------ |
|          |                                |
| Општина  | Земун                          |
| Почетак  | Драгана Ракића                 |
| Крај     | Улица Угриновачка              |
| Дужина   | око 1000 m                     |
| Названа  | Нешто пре Другог светског рата |
|          |                                |
|          |                                |

Шилерова улица је једна од улица у београдској општини Земун, прецизније у насељу Горњи град. Дугачка је око 1 km, а налази се између Угриновачке и улице Драгана Ракића. Паралелна је са Босанском и улицом Радета Кончара, а има и један крак на чијем крају се налази стамбени део, односно слепа улица. Са улицом Радета Кончара је спојена преко Загорске, а постоји и уска бетонска стаза преко које се може отићи у Драгана Ракића.

## Историјат
Улица је названа по немачком књижевнику Фридриху Шилеру негде пре Другог светског рата, и једина је улица из Горњег града (Горње Вароши) која је задржала стари назив након доласка нове комунистичке власти на чело Југославије. У њој се претежно налазе породичне куће, и у већини њих живе колонисти који су се ту досељавали вероватно након Другог светског рата. Постоји тачно 100 бројева за адресе у Шилеровој.
Код пресека Загорске са Шилеровом се налази један Дом здравља, а близу улице пролазе аутобуске линије 15, 18 и 78, као и BG:VOZ1.
Један од познатијих објеката који се овде налазио је била вила Душана Спасојевића Шиптара и Милета Луковића Кума која се простирала на око 1.000 квадрата на броју 38. Објекат је срушен 22. марта 2003. године уз ТВ пренос уживо, а данас се ту налази ливада урасла у коров. У једној репортажи из 2012. су станари рекли да место где је некада била та зграда данас узрок многих проблема, нарочито при изливањима канализације, а станар који живи директно преко пута бивше виле је навео да се тамо не може ни пролазити због змија и пацова. Тада су станари Шилерове навели и да их и комунална служба заобилази, због чега на неким местима нема уличне расвете, а нису имали ни кишну канализацију. Због запушених цеви је долазило и до изливања септичких јами, тротоара практично није било, а и улица није претерано широка па аутомобили и камиони не могу да се мимоиђу.
У Немачкој је Шилерова улица 12. на списку најчешћих назива улица. По Фридриху Шилеру је у Немачкој названо 2.163 улица, од којих се познатије налазе у Минхену, Франкфурту и Хановеру. Једна позната немачка ТВ комедија се такође звала Шилерова улица.